# 安洵文件泄露事件

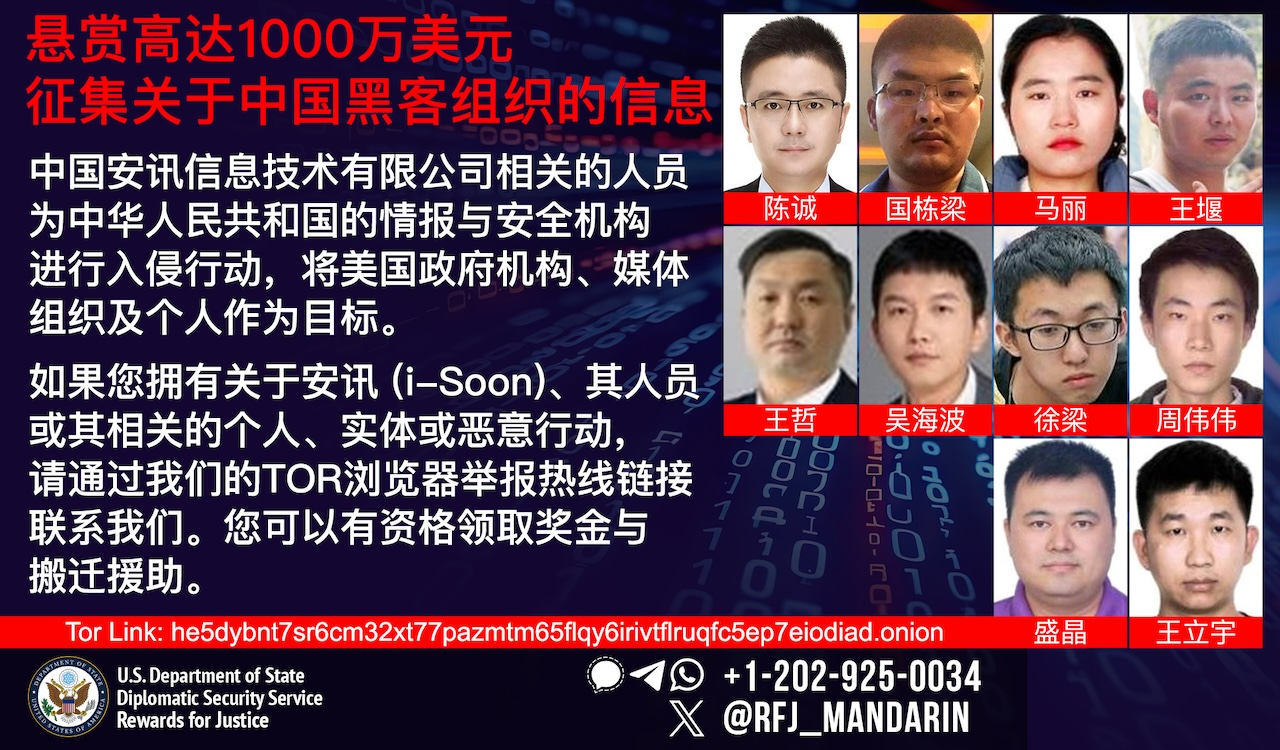
美國國務院對安洵信息相關員工懸賞1,000萬美元。通緝書的「安訊」應為誤寫

2024年2月16日，中國資訊公司「安洵信息」（英文名：i-Soon）的内部文件被發布到GitHub上。文件顯示该公司曾幫助中國政府進行黑客攻擊、對全球進行網路間諜滲透活動。相關文件曝光後，中國政府在網絡戰的角色、以及與民間網路公司的關聯，成為國際關注與媒體調查的焦點。

## 洩漏與調查
2024年2月21日，臺灣的情資研究機構杜浦數位安全（TeamT5）發現一份不明連結。TeamT5打開並下載連結後，發現是一間名為「安洵資訊」的公司內部文件遭到外洩。該公司與国家安全部、公安、還有中国人民解放军有密切關係。外洩內容有各種合約、內部會談紀錄、網路攻擊技巧等。該文件揭露了公司與中國政府與駭客組織「APT41」間的合作關係、也透露了公司參與的網路間諜活動、還有內部問題等。
泄漏文件顯示，安洵信息入侵了數十個亞洲與歐洲國家的政府系統、電信公司、民間組織網站等，試圖獲取權限並竊取資料。滲透的主要目標則有印度、香港、臺灣、南韓、馬來西亞等。目標甚至遠至英國、捷克、歐盟、美國等。此外，據外洩資料顯示，安洵信息欺瞞中國當局，且公司內部出現財務問題、產品品質低落、員工待遇低等狀況。
BBC與NHK曾針對文件各自發起獨立調查。結果皆認為該文件屬實。NHK更親自探訪安洵信息的辦公室，但發現辦公室早已人去樓空。與此同時，NHK在2024年9月發布一份紀錄片，針對外洩文件展開進一步調查，並發現安洵信息與中國的「公安」有相當密切的聯繫。公司內部談論攻擊目標的時間，也與目標受攻擊的時間吻合。除此之外，NHK還發現安洵信息還有針對推特提出詳盡的操縱手冊。紀錄片還以福島核廢水排放問題與臺印移工合作備忘錄的假消息傳播為例，闡述中國如何引發輿論操作的認知戰。
2025年3月，美國的紐約南區檢察官辦公室與哥倫比亞特區檢察官辦公室，以安洵信息「參與全球性惡意網路攻擊活動」為由，起訴數位相關人員。美國商務部沒收了安洵信息的網域名稱、VPS帳號，並制裁該公司。

## 反應
中國外交部否認參與網路攻擊，重申「中国反对并依法惩处任何形式的网络攻击」。不過法国《世界报》認為文件的證據頗為明確，因此中國外交部的否認難以服眾。美國霍夫斯特拉大学法學教授古举伦表示，雇佣私人公司為國家安全和網络攻擊提供幫助「既便宜又有效」。美國經濟學者克里斯·鲍爾丁（Chris Balding）則表示這次的發現雖然很引人注意，但其實並不令人驚訝。中國前公安鄧海燕則表示中國政府雇佣私人公司，是其在人力有限與技術力有限的背景下，不得不的作法。前微博員工也表示中國的駭客行為，主要是操縱海外輿論、擾亂並鎮壓鎮壓反對聲音。

## 延伸閱讀
- . NHK. 2024-09-22  [2025-05-20].
- . NHK. 2024-09-20  [2025-05-20].
- . RFA. 2024-10-21  [2025-05-20].
- . 小傳媒. 2024-10-22  [2025-05-20].
- 周峻佑. . iThome. 2025-03-06  [2025-05-21] （中文（繁體））.

## 外部連結
- 安洵信息的官方網站，存档于（存檔日期 2024-02-19）
- GitHub上的I-S00N頁面（页面存档备份，存于）